# Cordia allartii
Cordia allartii är en strävbladig växtart som beskrevs av Ellsworth Paine Killip. Cordia allartii ingår i släktet Cordia, och familjen strävbladiga växter. Inga underarter finns listade i Catalogue of Life.